# O Milagre dos Pássaros
De recente milagre dos pássaros, acontecido em terras de Alagoas, nas ribanceiras do rio São Francisco, ou apenas O Milagre dos Pássaros, é um conto de autoria do escritor brasileiro Jorge Amado, membro da Academia Brasileira de Letras, publicado em 1979.
Em 2012, foi adaptado para um telefilme dirigido por Adolfo Rosenthal e produzido pela TV Record em parceria com a produtora Contém Conteúdo. O filme é estrelado por Giselle Itié, José Dumont e Fernando Pavão, e conta também com Aline Nepomuceno, Luciana Fernandes e Cristiana Ferreira.